# María Socas
María Antonia Socas Ortiz Lanús (Buenos Aires, 12 de agosto de 1959-Buenos Aires, 10 de diciembre de 2024) fue una actriz argentina de cine, teatro y televisión, reconocida por sus trabajos protagónicos y coprotagónicos en obras de teatro, películas, unitarios y telenovelas, en las que interpretaba a villanas. Fue también conocida internacionalmente por una serie de películas de espada y brujería de mediados de la década de 1980 producidas por Roger Corman y Héctor Olivera, más notablemente como uno de los personajes principales en The Warrior and the Sorceress (El guerrero y la hechicera) de John C. Broderick.

## Muerte
María Antonia Socas reconocida actriz argentina de teatro y televisión, falleció el 10 de diciembre de 2024 a los 65 años en el Instituto Fleming, de la ciudad de Buenos Aires, Argentina donde permaneció por 10 días internada tras luchar contra una larga enfermedad (cáncer).

## Trayectoria
| Año       | Título                                                  | Canal      | Personaje                                      |
| --------- | ------------------------------------------------------- | ---------- | ---------------------------------------------- |
| 2017      | Reencuentros                                            | Canal 13   | Vera                                           |
| 2017      | El maestro                                              | Canal 13   | Mirta                                          |
| 2014      | La celebración                                          | Telefe     | Carmen "Ep. 8: Primavera"                      |
| 2013      | Santos y Pecadores                                      | Canal 9    | Betina Borda "Ep. 12: Abuso de poder"          |
| 2013      | Homenaje a Teatro Abierto                               | TV Pública | Leonor "Ep. 3: La oca"                         |
| 2013      | Historias de corazón                                    | Telefe     | Lucila "Ep. 21: La mujer deseada"              |
| 2008      | Mujeres de nadie                                        | Canal 13   | Dolores Azcurra de Porta                       |
| 2006      | Mujeres asesinas 2                                      | Canal 13   | Ana "Ep. 14: Ana, sometida"                    |
| 2006      | Amas de casa desesperadas                               | Canal 13   | Anabel Fraga                                   |
| 2006      | Hermanos y detectives                                   | Telefe     | Dra. Ferrari "Ep: El secreto de Roque Peralta" |
| 2005      | Amor en custodia                                        | Telefe     | Milagros Ledesma                               |
| 2003      | Femenino Masculino                                      | Canal 9    | Sofía                                          |
| 2002      | El precio del poder                                     | Canal 9    | Sandra Gardel                                  |
| 2002      | Maridos a domicilio                                     | Canal 9    | Lucía Montes                                   |
| 2001      | Código negro                                            | TV Pública | Laura Cohen                                    |
| 2000      | Tiempo final                                            | Telefe     | Analía "Ep. 6: la última cena"                 |
| 1998      | La condena de Gabriel Doyle                             | Canal 9    | Alejandra                                      |
| 1998      | El cristal                                              | ATC        | Luisa                                          |
| 1997      | Milady, la historia continúa                            | Telefe     | Mabel                                          |
| 1994-1995 | El día que me quieras                                   | Canal 13   | Gabriela Ortega                                |
| 1994      | La marca del deseo                                      | Telefe     | Marina                                         |
| 1993      | Cartas de amor en cassette                              | ATC        | Helena                                         |
| 1993      | La operación                                            | ATC        | Dra. Paula Valles                              |
| 1993      | ¿Dónde estás amor de mi vida que no te puedo encontrar? | Canal 13   | María                                          |
| 1992      | Zona de riesgo                                          | Canal 13   | Varios                                         |
| 1992      | Foreign Affairs                                         | Rai 1      | Carmen Ditroglio                               |
| 1992      | Amores                                                  | Telefe     | Varios                                         |
| 1991      | De dolor y gloria                                       | Canal 9    | Leticia                                        |
| 1990-1991 | Atreverse                                               | Telefe     | Varios                                         |
| 1989      | El regreso de Rafael Heredia, gitano                    | Telefe     | Azucena Reyes                                  |
| 1987      | Grecia                                                  | Canal 13   | Jorgelina                                      |
| 1986      | Inocente María                                          | Canal 9    | Aura Conti Arizmendi                           |
| 1985      | Colorín colorado                                        | ATC        | María Robles                                   |
| 1985      | Frente al diablo                                        | ATC        | Isabel                                         |
| 1983      | Mamá por horas                                          | Canal 13   | Kathie                                         |

| Año  | Título                             | Personaje               | Notas                         |
| ---- | ---------------------------------- | ----------------------- | ----------------------------- |
| 2021 | La sangre roja                     | Alicia                  |                               |
| 2018 | El azote del diablo                | Denisse                 |                               |
| 2017 | Inviernos de nieves                | Claudia                 | Cortometraje                  |
| 2015 | El espejo de los otros             | Isabel de Escudero      |                               |
| 2012 | Las voces                          | Clara                   |                               |
| 2009 | Paco                               | María Blanck            |                               |
| 2007 | Ese mismo loco afán                | Lisa                    |                               |
| 2006 | Las manos                          | Laura                   |                               |
| 2003 | El jardín primitivo                | Florencia               |                               |
| 2003 | El regreso                         | Norma                   |                               |
| 2002 | Kamchatka                          | La amiga de la madre    | Cameo                         |
| 2002 | Sin intervalo                      | Sofía                   |                               |
| 2002 | La entrega                         | Margarita               |                               |
| 2000 | El gran hombre                     | Silvina                 | Cortometraje                  |
| 1994 | Muerte dudosa                      | Verónica Santos         | Película para televisión      |
| 1992 | De varios amores                   | Jimena                  | Mediometraje                  |
| 1990 | Roberta y la ventana crepuscular   | Roberta                 | Cortometraje                  |
| 1990 | Hollywood Boulevard II             | Reina de las Amazonas   |                               |
| 1990 | El rincon de las chicas enamoradas | Sabrina                 | Cortometraje                  |
| 1988 | Color escondido                    | Marta                   |                               |
| 1988 | Las amantes del señor              | Mary Lou / Mariana      |                               |
| 1987 | La clínica del Dr. Cureta          | Dra. Nora               |                               |
| 1986 | Sobredosis                         | Paulina                 |                               |
| 1986 | Deathstalker II                    | La reina de la amazonas | Película inédita en Argentina |
| 1986 | La venganza de un soldado          | Beatriz                 | Película inédita en Argentina |
| 1985 | Wizards of the Lost Kingdom        | Acrasia                 |                               |
| 1984 | The Warrior and the Sorceress      | Naja                    | Película inédita en Argentina |
| 1984 | Los chicos de la guerra            | Chica de la TV          | Cameo                         |
| 1983 | No habrá más penas ni olvido       | Integrante de la JP     | Cameo                         |

## Teatro
- Brujas, Teatro Niní Marshall (2018/2019).
- El secreto de la vida, de José María Muscari - Teatro Metropolitan (2014/2015).
- Por amor a Lou, de M. Diament - Teatro Nacional Cervantes (2011).
- Siete, de Cismar, Filloux, Kriegel, Mack, Margraff, Smith y Yankovitz - Teatro 25 de Mayo (2010).
- Gorda, de Neil LaBute - Teatro La Plaza (2008/2009).
- Platonov, de Antón Chéjov - Teatro Municipal San Martín (2003).
- Nuestro fin de semana, de Tito Cossa - Teatro Nacional Cervantes (2002).
- Amanda y Eduardo, de Armando Discépolo - Teatro Municipal San Martín (2001).
- El pobre hombre, de J. González Castillo - Teatro Municipal San Martín (2000).
- De repente, el último verano, de Tennessee Williams - Teatro Municipal San Martín (1999).
- El padre, de August Strindberg - El excéntrico de la 18 (1989).
- Tres noches en el Alvear, de Neil Simon - Teatro Astral (1986).

## Radio
| Año  | Programa                 | Rol        | Radio              | Ref.  |
| ---- | ------------------------ | ---------- | ------------------ | ----- |
| 2007 | La Música de los Músicos | Conductora | Radio de la Ciudad | [ 7 ] |